# ولی-ماتی لیندستروم
ولی-ماتی لیندستروم (فنلاندی: Veli-Matti Lindström؛ زادهٔ ۱۵ نوامبر ۱۹۸۳) اسکی‌باز پرش اهل فنلاند است.